# 元貴平
元 貴平（げん きへい、生年不詳 - 534年）は、北魏の皇族。

## 経歴
安定王拓跋休の子として生まれた。羽林監となり、射声校尉に転じた。528年（建義元年）、散騎常侍・宗正少卿に任じられ、東萊王に封じられた。平北将軍・相州刺史となった。530年（永安3年）、孝荘帝が爾朱栄を殺害すると、貴平は武衛将軍の位を加えられ、侍中を兼ね、河北山東慰労大使となった。定州の東北にいたって、幽州大都督の侯淵に捕らえられ、晋陽に送られた。後に洛陽に帰還した。
531年（普泰元年）、本官のまま青州の事務を代行したが、青州の民の崔祖螭が反乱を起こし、100日あまりにわたって東陽を包囲した。貴平は城民を率いて防戦にあたった。北魏の官軍が救援にくると、崔祖螭らは捕らえられて斬られた。貴平は洛陽に召還されて、車騎将軍の位を受け、散騎常侍の位を加えられた。左衛将軍・宗師に転じた。532年（太昌元年）、車騎大将軍・左光禄大夫・儀同三司となった。
孝武帝の信任を受け、青州刺史として出向した。また驃騎大将軍・開府儀同三司の位を加えられた。534年（永熙3年）10月、幽州大都督の侯淵に殺害された。

## 伝記資料
- 『魏書』巻19下 列伝第7下
- 『北史』巻18 列伝第6